# شوتا تامورا
شوتا تامورا (باليابانية: 田村 翔太) (4 فبراير 1995 في آيتشي في اليابان – )؛ هو لاعب كرة قدم ياباني سابق كان يلعب كلاعب وسط.

## وصلات خارجية
- شوتا تامورا على موقع رابطة كرة القدم اليابانية للمحترفين (اليابانية)
- شوتا تامورا على موقع قاعدة بيانات كرة القدم.إي يو (الإنجليزية)
- شوتا تامورا على موقع Soccerway.com (الإنجليزية)
- شوتا تامورا على موقع عالم كرة القدم.نت (الإنجليزية)